# ノイズ (1999年の映画)
『ノイズ』（The Astronaut's Wife）は、1999年のアメリカ合衆国のSFスリラー映画。ランド・ラヴィッチが監督をつとめ、ジョニー・デップやシャーリーズ・セロンが出演した。音楽はジョージ・S・クリントンが作曲を手がけた。
1999年、シッチェス・カタロニア国際映画祭の最優秀映画賞にノミネートされた。

## ストーリー
NASAの宇宙飛行士であるスペンサー・アーマコスト（ジョニー・デップ）は同僚のアレック・ストレックとともに宇宙空間で作業を行っていた際、何らかの事故に巻き込まれ、2分間通信が途絶えたが、彼らは無事に帰還した。しかし、スペンサーは事故のことについては妻・ジリアン（シャーリーズ・セロン）の前でも一切語らなかった。
事故から少したって、ストレックがパーティー中におかしくなり脳卒中のため死亡。彼の喪があけないうちに、その妻ナタリーがバスタブの中でラジオを抱えたまま感電し、自殺した。
スペンサーはNASAをやめ、ニューヨーク市にある軍用機メーカー、マクラーレンに転職し、重要な役職に着いた。まもなく妻・ジリアンは双子を身ごもり、スペンサーも喜ぶが、どこか人が変わった夫に違和感を持つようになり、2分間通信できなくなったときに何があったのかとスペンサーに尋ねるが、ごまかされてしまう。
突然、シャーマン・リースという人物がジリアンを訪ねてくる。彼は元NASAの職員で、現在のスペンサーが宇宙飛行前のスペンサーとは微妙に違っていることを上奏したが、誰も信じてくれず、遂にはNASAを解雇されたのだと言う。ジリアンは当初信じられなかったが、彼の話と夫の言動への違和感に思い当たる点があった。リースはジリアンともう一度会う約束をするが、それを果たす前にスペンサーに殺され、持っていた書類かばんを奪われてしまう。しかしリースからジリアンに貸金庫の鍵が届き、金庫に赴くとジリアン宛のビデオテープが保管されていた。帰宅してそのビデオを再生すると、それはリースの遺言とも言うべき内容で、空白の２分間に流れていた謎のノイズは地球外からのものだったと断定していた。
スペンサーは、リースの書類かばんを持っているところをジリアンの妹ナンに見られ、問い詰められて彼女を殺害する。
夫の行動を疑ったジリアンは感電自殺を図って夫の野望を打ち砕こうとする。そこへやってきたスペンサーは妻を止めようとして逆に感電し、彼をのっとっていた触手のようなエネルギー生命体が飛び出して、ジリアンの目から侵入し彼女に憑依する。
何年かのち、ジリアンは戦闘機乗りと再婚し、登校する双子の息子を見送っていた。息子たちはスクールバスに乗った後、バスの中で、ノイズしか聞こえないヘッドホンを耳にしながら、専門的な科学の本に読みふけるのだった。

## 登場人物
スペンサー・アーマコスト
演 - ジョニー・デップ
NASAの宇宙飛行士。帰還後に別人のようになってしまう。その後、宇宙飛行士を辞めて航空機メーカーに転職する。
ジリアン・アーマコスト
演 - シャーリーズ・セロン
スペンサーの妻。職業は教師。うつ病になった過去がある。
シャーマン・リース
演 - ジョー・モートン
NASAの職員。一連の事件に人一倍の疑惑を持っている。
ナン
演 - クレア・デュヴァル
ジリアンの妹。男運の無さを嘆いている。
ナタリー・ストレック
演 - ドナ・マーフィー
アレックスの妻。アレックスの死亡後にバスルームで関電自殺を図る。
アレックス・ストレック
演 - ニック・カサヴェテス
大佐。スペンサーの同僚。帰還後に脳卒中で死亡する。

## キャスト
| 役名                       | 俳優                        | 日本語吹替 | 日本語吹替   |
| 役名                       | 俳優                        | ソフト版   | テレビ朝日版 |
| -------------------------- | --------------------------- | ---------- | ------------ |
| スペンサー・アーマコスト   | ジョニー・デップ            | 平田広明   | 関俊彦       |
| ジリアン・アーマコスト     | シャーリーズ・セロン        | 勝生真沙子 | 井上喜久子   |
| シャーマン・リース         | ジョー・モートン            | 水野龍司   | 江原正士     |
| ナン                       | クレア・デュヴァル          | 本田貴子   | 朴璐美       |
| ナタリー・ストレック       | ドナ・マーフィー            | 佐藤しのぶ | 弘中くみ子   |
| アレックス・ストレック大佐 | ニック・カサヴェテス        | 辻親八     | 廣田行生     |
| ドクター・パドラバ         | サマンサ・エッガー          | 定岡小百合 | 弥永和子     |
| NASAのディレクター         | ゲイリー・グラッブス        |            |              |
| シェリー・マクラーレン     | ブレア・ブラウン            | 宮寺智子   |              |
| ジャクソン・マクラーレン   | トム・ヌーナン              |            |              |
| アレン・ダッヂ             | トム・オブライエン          |            |              |
| シェリー・ケイター         | ルーシー・リン              |            |              |
| パット・エリオット         | マイケル・クライダー        |            |              |
| ジリアンの双子の息子       | ディラン&コール・スプラウス |            |              |
| パイロット                 | エドワード・カー            |            |              |

- テレビ朝日版：初回放送2002年9月1日『日曜洋画劇場』

## 評価
興行成績は芳しくなく、予算が7500万ドルだったのに対し、北アメリカでの公開週末の売り上げは4,027,003ドルだった。全体の収入である19,598,588ドルのうち、8,926,022ドルが北アメリカ外からの収入だった。それでも、『ノイズ』は、1999年のシッチェス・カタロニア国際映画祭の最優秀作品賞にノミネートされた。

## 備考
- この映画のストーリーは、宇宙人に寄生された状態の宇宙飛行士が地球に帰ってくるという点において、『The Quatermass Experiment』（1953年）および1995年に公開された長編映画版である『原子人間』が元になっている[2][3]。
- 地球人の女たちを妊娠させるために異星人が彼女たちの夫に成りすますという点においては、1958年に公開されカルト的人気を誇る映画『宇宙船の襲来』（原題：I Married a Monster from Outer Space）と似ている。女性が妊娠した後から、超自然的な力によって自身の夫や周りの人物の言動に不信感を覚えるという点においては『ローズマリーの赤ちゃん』に通ずる。
- 劇中でのシャーリーズ・セロンの衣装やヘアスタイルはミア・ファローを真似ており、出演者の1人、ニック・カサヴェテスの父親は『ローズマリーの赤ちゃん』に出演したジョン・カサヴェテス。